# Sh2-150
Sh2-150 è una nebulosa a emissione visibile nella costellazione di Cefeo.
Si individua nella parte centrale della costellazione, a circa un quinto della distanza angolare fra ι Cephei e μ Cephei; il periodo più indicato per la sua osservazione nel cielo serale ricade fra i mesi di luglio e dicembre ed è notevolmente facilitata per osservatori posti nelle regioni dell'emisfero boreale terrestre, dove si presenta circumpolare fino alle regioni temperate calde.
Sh2-150 è una regione H II piuttosto estesa orientata in senso nord-sud poco a est di 26 Cephei; si trova alla distanza di circa 900 parsec (oltre 2900 anni luce), la stessa della vicina nebulosa Sh2-145, e appare in direzione delle associazioni stellari Cepheus OB2 e Cepheus OB3 e forse legata alla superbolla in espansione Cepheus Bubble. Le responsabili della sua ionizzazione sarebbero due stelle azzurre: HD 213087 ha classe spettrale B0,5Ib ed è quindi una supergigante blu, mentre HD 213405, di classe B0,5V, è una stella di sequenza principale.